# Веру, Лия
Лия Ве́ру (полное имя — Михаи́лия Комву́ти Ве́ру, греч. Μιχαήλια Κομβούτη Βέρου; родилась 13 июня 1986) — фронтенд- и веб-разработчица, докладчица и автор книг из Греции.
В настоящее время является научной сотрудницей в MIT CSAIL в группе Haystack и приглашённым экспертом в W3C CSS Working Group.
Автор книги CSS Secrets и различных статей для профильных интернет-сайтов, в том числе и для Smashing Magazine.
С 2010 года активно выступает на веб-конференциях (74 конференции в 26 странах).

## Образование
- 2007—2013 — B.Sc in Computer Science (бакалавр компьютерных наук), Афинский университет экономики и бизнеса
- 2014—2017 — M.Sc in Computer Science (магистр компьютерных наук), Массачусетский технологический институт
- 2017—2021 — Ph.D in Computer Science (доктор компьютерных наук), Массачусетский технологический институт[2]

## Преподавание
- 2010—2012 — Teaching Assistant, Афинский университет экономики и бизнеса
- 2014 — настоящее время — Research Assistant, Массачусетский технологический институт
- Весна 2018 — Instructor, Массачусетский технологический институт[2]

## Инструменты
Лия Веру создала ряд open-source проектов, например:
- -prefix-free — полифил, который позволяет задавать CSS3-свойства без префиксов[12][13].
- dabblet — это онлайн-редактор с возможностью сохранения результатов в GitHub Gist, использует -prefix-free[14][15][16][17].
- css3test — сайт для тестирования CSS3-возможностей браузеров[18][19].
- prism — это библиотека для подсветки синтаксиса[20].

## Награды
- финалист[2] The Net Awards[21] 2011[22] и The Net Awards 2014[23][24]
- Стипендия Париса Канеллакиса (2014)[25]